# Noetia
Noetia is een geslacht van tweekleppigen uit de  familie van de Noetiidae.

## Soorten
- Noetia magna MacNeil, 1938
- Noetia reversa (G. B. Sowerby I, 1833)